# Къщата (филм, 2004)
„Къщата“ е българска телевизионно-игрална новела (психологическа драма, късометражен) от 2004 година на режисьора Андрей Кулев, по сценарий на Владислав Икономов. Оператор е Светлана Ганева. Музиката във филма е композирана от Стефан Вълдобрев, художник Росица Бакева..

## Актьорски състав
| Изпълнител           | Роля                               |
| -------------------- | ---------------------------------- |
| Линда Русева         | Лина, бременната приятелка на Маня |
| Екатерина Георгиева  | „Чат пат“, въображаемото дете      |
| Таня Шахова          | Маня, приятелката на Линда         |
| Борис Луканов        | гинекологът                        |
| Йорданка Любенова    | гримьорката                        |
| Владимир Колев       | бащата                             |
| Хорът                |                                    |
| Гергана Венциславова |                                    |
| Вяра Илиева          |                                    |
| Даря Кутевска        |                                    |
| Гергана Цакова       |                                    |
| Николая Христова     |                                    |
| Оливия Николова      |                                    |
| Елица Костова        |                                    |